# 地母神

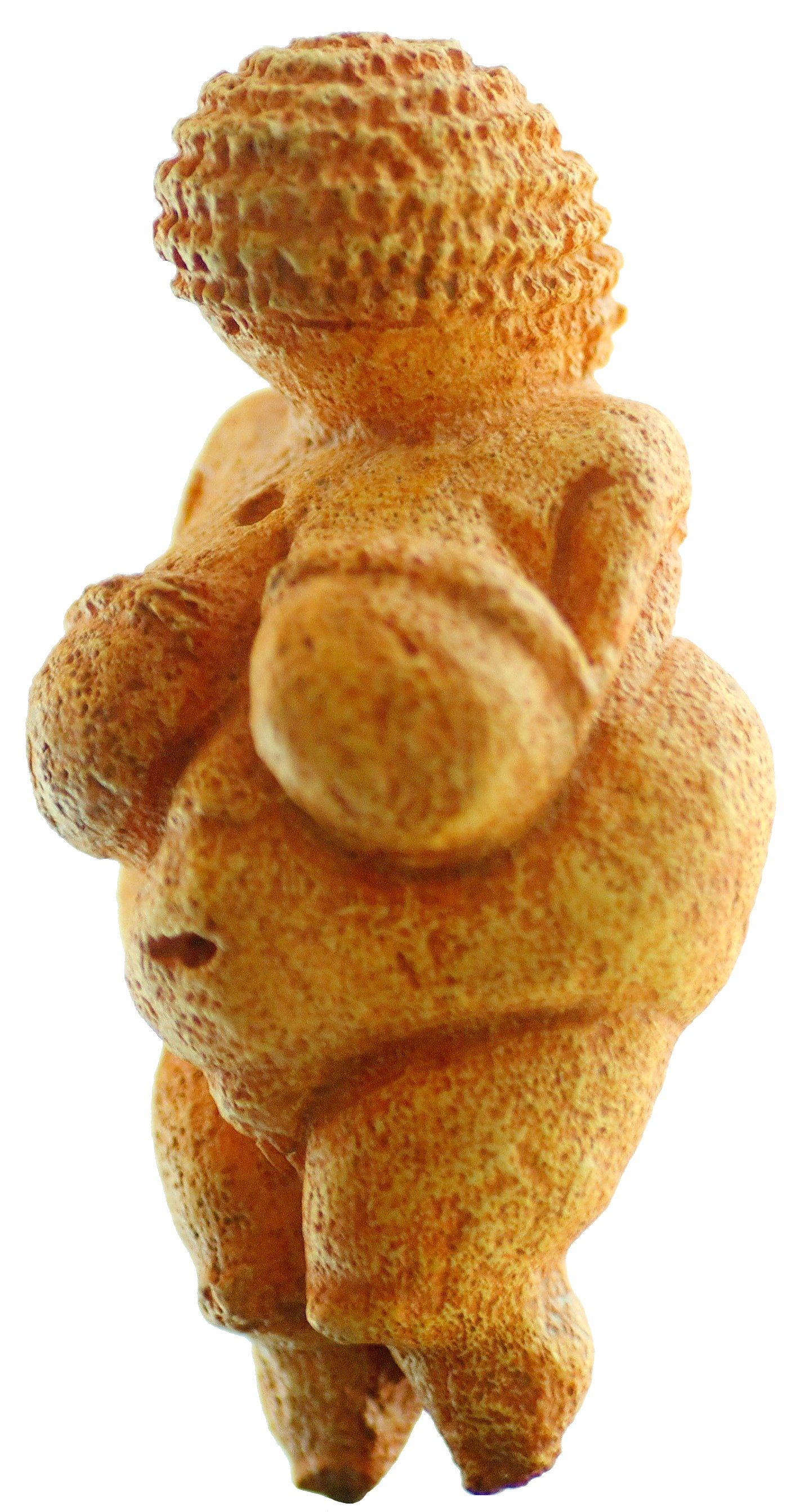
舊石器時代晚期的 维伦多尔夫的维纳斯， 推測約在24,000–22,000 BCE被雕刻而成。

地母神或大地女神，也稱為母亲女神。「大地女神」是指象徵大地肥沃、恩惠、赐予的女神；「母亲女神」拥有很强的生育能力，是传说中整个氏族的母亲。在世界各地的神話裡，不是所有的女神都能被稱呼為「地母神」；能被歸類為地母神的女神在其神話體系中都是強力母權的掌握者。

## 各地之地母神
- 中国神话中,母亲女神；道教中的地母神，尊稱為地母至尊、后土娘娘，是道教四御之一。

地母經記載，地母職司掌管大地，生育萬物，陰陽合德生成世間萬物，就連三皇，天皇，地皇（女媧），人皇還有五帝也皆是由地母娘娘誕生。地上世間一切皆由地母創造，包含當初神話被拿來創造人類的泥土。
在夏商周更早之前，被挖掘出來的女性祭祀的土偶，被證實是人類對后土（地母）最早的崇拜。也是人類源於對大自然敬仰，所產生神格祭祀。
- 希腊罗马神话中的地母神包括大地女神盖亚（忒卢斯）、瑞亚（俄普斯）、狄蜜特（席瑞斯）、阿尔忒弥斯（狄安娜）等。

- 印度神话中的地母神包括大地女神颇哩提毗、性力派主尊提毗、天神之母阿底提等。

- 佛教护法神中亦有类似的母亲女神存在，例如地天或帕媚托拉尼，原型爲颇哩提毗。

- 日本神话中的母亲女神是众神之母伊奘冉尊。

- 埃及神话中的母亲女神包括伊西斯、涅伊特

- 日耳曼人的母亲女神包括芙蕾雅、那瑟斯。

- 高卢凯尔特人的母亲女神包括马特瑞斯、阿瑞库拉等，爱尔兰凯尔特人的母亲女神是母神达努。

- 美索不达米亚的母亲女神包括迪亞馬特、伊南娜（伊什塔尔）、宁胡尔萨格（基，Ki)、玛米等。

- 中东地区的母亲女神包括阿斯塔蒂、亚舍拉、阿里拉特、乌札等。

- 弗里吉亚的地母神是大地女神库柏勒。

- 印加人的大地母亲名叫帕查玛玛。

- 阿美族人的大地母亲名叫伊娜。

## 历史

### 旧石器时代

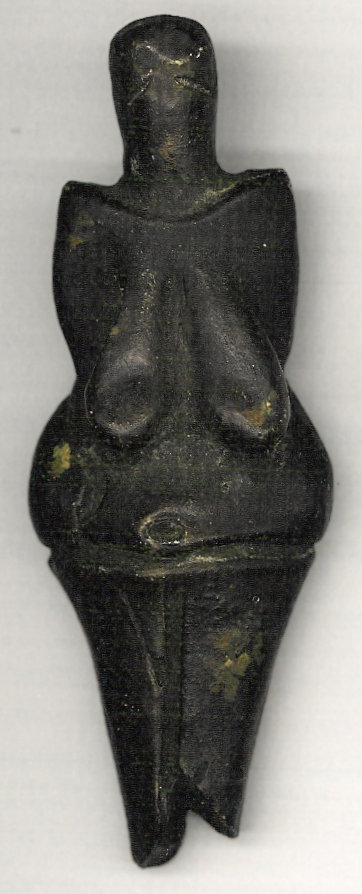
维纳斯女神是目前已知最早的近似人類身體 的雕像之一，年代大約是29,000–25,000 BC 。(舊石器時代晚期的Gravettian文化。)

在1908年，在奥地利的Willendorf发现过不少维纳斯雕像，据信是距今2.2万年-2.4万年（旧石器时代晚期）之间完成的。
在今日叙利亚的戈蘭高地发现的类似维纳斯雕像Venus of Berekhat Ram，则是一个旧石器时代中期的阿舍利文化的作品，而制作者很可能是个直立人（Homo erectus） 。
这期间都是以石质工具来雕刻和打磨雕像的。

### 新石器时代
公元前10000年人类进入新石器时期，这时有的文明使用时开始种植谷物，但一些被认为是母亲女神崇拜的图景。这个时期的特点是开始利用金属工具，冶金技术在各文明之间传播很快，最终成为普遍的技术。
在此期间，一些旧石器文明仍然在放牧和饲养牛、山羊、绵羊、猪、狗。但几乎没有例外，母亲女神的迹象在这些文化中都有。
有些女性主義者相信信仰宗教的男性希望透過醜化這些女性神祇從而以另一個男性神去取代異性的主權。